# Осман-паша Ресулбеговић
Осман-паша Ресулбеговић, био је заповиједник Новог, да би потом прешао у Слано, па Требиње, гдје је био капетан (требињски капетан је касније био и Хасан-бег Ресулбеговић, чија је војска против Црногораца учествовала у боју на Грахову, 1836).

## Поријекло Ресулбеговића
Осман-паша Ресулбеговић је поријеклом из Новог (Херцег Нови) од Буровића. Ресулбеговићи (рачунајући и презимењаке из Улциња) по једној верзији, потомци су заробљеног шпанског официра, који се заљубио у неку дјевојку и примио ислам. По другој, потомци су которског капетана, Јоза Буровића (који је примио ислам, приликом боравка у Истанбулу, назвавши се прво Мехмед, а потом Ресул). 

## Живот
Титулу мир-мирана је добио током прве деценије 18. вијека. Изградио је три џамије: у Љубињу и двије у Требињу, једна је Султан Ахмедова или Царева џамија из 1719. године, а друга Осман-пашина џамија из 1729. године, као и конак у Сланом, западно од Требиња. У Требињу је саградио тврђаву Банов вир (као замјену за изгубљени Херцег Нови) и подигао требињски бедем (направио хендек око града). Када је до султана стигла вијест да је себи у Требињу посветио већу и лијепшу џамију од прве, посвећене султану, султан је наредио да га убију, што је и учињено у Цариграду. Каплан Буровић сматра да је Осман убијен не због џамије, него што је на зидине Требиња, које је изградио, написао на српском: Уздајмо се у Бога, јер ће доћи наша побједа.